# كارل هانسن (فارس)
كارل هانسن (بالسويدية: Karl Hansen)‏ هو فارس ‏ سويدي، ولد في 30 يوليو 1890، وتوفي في 5 أبريل 1959 في ستوكهولم في السويد.

## وصلات خارجية
- كارل هانسن على موقع أوليمبيديا (الإنجليزية)
- كارل هانسن على موقع اللجنة الأولمبية السويدية (السويدية)